# Andrenosoma cruentum
Andrenosoma cruentum là một loài ruồi trong họ Asilidae. Andrenosoma cruentum được McAtee miêu tả năm 1919.